# Los 6 amigos
Los Seis Amigos (Les six compagnons) es una colección de libros juveniles, publicados por el escritor francés Paul-Jacques Bonzon, protagonizado por un grupo de chicos, de composición variable, que en la más pura tradición de la literatura juvenil de la segunda mitad del siglo XX, se dedican a la resolución de misterios, aunque en esta serie hay un trasfondo social importante. 
El grupo de chicos tiene en común, que todos pertenecen a familias humildes, y que viven en el barrio de la Cruz Roja en Lyon. Las descripciones y las personalidades de los chicos individualmente están muy esbozadas, la intención del autor es siempre el colectivo de amigos por encima de cada uno de ellos, aunque tengan habilidades específicas. Todos los Amigos provienen de la "Banda del Gran Pedrusco", excepto Tidou y Mady. La presencia de adultos solo es de forma muy marginal. El trasfondo social se va diluyendo a medida que va avanzando la serie, pero los compañeros siempre ayudaran en bloque a los más débiles y desfavorecidos con su trabajo o con su escaso dinero.

## Personajes
- Tidou: aparece en todas las novelas y en muchas es el narrador. Es el dueño de Kafi.
- Corget: es el Jefe de la banda hasta que se va a Toulouse en la 14.ª novela, apareciendo posteriormente de forma muy ocasional.
- Gnafron se llama Luis Gerland (Jacques se llama en algunas ediciones), su mote es por vivir junto un zapatero. Es el más inconformista.
- La Guille: es su apodo por vivir antes en La Guillotière. Es el músico del grupo.
- El Pelado (Tondu en algunas ediciones) no tiene pelo y es el más fuerte de los amigos.
- Bisteque: es el cocinero, solo realiza tareas de intendencia.
- Mady: es una chica que vive en el barrio, realmente no pertenece a los Amigos, pero participa en casi todas las aventuras.
- Kafi: perro pastor alemán que tiene entrenamiento como policía.

## Novelas de la serie
Paul-Jacques Bonzon escribió 39 libros, algunos de ellos póstumos. Con título en castellano, los que han sido editados en nuestro idioma.
| N.º | Título original                                 | Año de aparición | Título en español                                   |
| --- | ----------------------------------------------- | ---------------- | --------------------------------------------------- |
| 1   | Les Compagnons de la Croix-Rousse               | 1961             | Los Seis Amigos de la Cruz Roja                     |
| 2.  | Les Six Compagnons et la pile atomique          | 1963             | Los Seis Compañeros y la ciudad atómica             |
| 3   | Les Six Compagnons et l'homme au gant           | 1963             | Los Seis Amigos y el guante de 4 dedos              |
| 4   | Les Six Compagnons au gouffre Marzal            | 1963             | Los Seis Amigos y la Gruta Marzal                   |
| 5   | Les Six Compagnons et l'homme des neiges        | 1964             | Los Seis Compañeros y el hombre de las nieves       |
| 6   | Les Six Compagnons et la perruque rouge         | 1964             | Los Seis Amigos y el misterio de la peluca roja     |
| 7   | Les Six Compagnons et le piano à queue          | 1964             | Los Seis Amigos y el enigma del piano de cola       |
| 8   | Les Six Compagnons et le château maudit         | 1965             | Los Seis Compañeros y el castillo maldito           |
| 9   | Les Six Compagnons et le petit rat de l'Opéra   | 1965             | Los Seis Amigos y la ratita de la opera             |
| 10  | Les Six Compagnons et l'âne vert                | 1966             | Los Seis Amigos y el asno verde                     |
| 11  | Les Six Compagnons et le mystère du parc        | 1966             | Los Seis Compañeros y el misterio del parque        |
| 12  | Les Six Compagnons et l'avion clandestin        | 1967             | Los Seis Amigos y el avión fantasma                 |
| 13  | Les Six Compagnons et l'émetteur pirate         | 1968             | Los Seis Compañeros y la emisora pirata             |
| 14  | Les Six Compagnons à Scotland Yard              | 1968             |                                                     |
| 15  | Les Six Compagnons et les agents secrets        | 1969             | Los Seis Amigos y los agentes secretos              |
| 16  | Les Six Compagnons et le secret de la calanque  | 1969             | Los Seis Compañeros y el secreto de la gruta marina |
| 17  | Les Six Compagnons et les pirates du rail       | 1970             |                                                     |
| 18  | Les Six Compagnons et la disparue de Montélimar | 1970             | Los Seis Amigos y la desaparecida de Montelimar     |
| 19  | Les Six Compagnons et la princesse noire        | 1971             | Los Seis Amigos y la princesa negra                 |
| 20  | Les Six Compagnons et les espions du ciel       | 1971             | Los Seis Amigos y los espías del cielo              |
| 21  | Les Six Compagnons à la tour Eiffel             | 1972             | Los Seis Amigos en la Torre Eiffel                  |
| 22  | Les Six Compagnons et la brigade volante        | 1973             |                                                     |
| 23  | Les Six Compagnons et l'œil d'acier             | 1973             | Los Seis Amigos y los ojos de acero                 |
| 24  | Les Six Compagnons en croisière                 | 1974             | Los Seis Amigos de crucero                          |
| 25  | Les Six Compagnons et les voix de la nuit       | 1974             | Los Seis Amigos y las voces de la noche             |
| 26  | Les Six Compagnons se jettent à l'eau           | 1974             | Los Seis Amigos investigan bajo el agua             |
| 27  | Les Six Compagnons dans la citadelle            | 1975             | Los Seis Amigos en la ciudadela                     |
| 28  | Les Six Compagnons devant les caméras           | 1975             | Los Seis Amigos y el perro actor de cine            |
| 29  | Les Six Compagnons au village englouti          | 1976             | Los Seis Amigos y la aldea sumergida                |
| 30  | Les Six Compagnons au tour de France            | 1976             |                                                     |
| 31  | Les Six Compagnons au concours hippique         | 1977             |                                                     |
| 32  | Les Six Compagnons et la clef-minute            | 1977             |                                                     |
| 33  | Les Six Compagnons et le cigare volant          | 1978             |                                                     |
| 34  | Les Six Compagnons et les piroguiers            | 1978             |                                                     |
| 35  | Les Six Compagnons et la bouteille à la mer     | 1979             | Los Seis Amigos y el mensaje del naufrago           |
| 36  | Les Six Compagnons et les skieurs de fond       | 1979             | Los Seis Amigos y sombras en la nieve               |
| 37  | Les Six Compagnons et les bébés phoques         | 1980             |                                                     |
| 38  | Les Six Compagnons dans la ville rose           | 1980             |                                                     |
| 41  | Les Six Compagnons et le carré magique          | 1984             |                                                     |

## Otros escritores en la serie
Escritos por Olivier Séchan
- 39. Les Six Compagnons et les Agneaux de l'Apocalypse (1982)
- 40. Les Six Compagnons à l'étang de Berre (1983)

Escritos por Pierre Dautin
- 42. Les Six Compagnons hors la loi (1984)
- 43. Les Six Compagnons et le chasseur de scoops (1985)
- 44. Les Six Compagnons et l'énigme de la télémagie (1985)
- 45. Les Six Compagnons et la radio libre (1986)
- 46. Les Six Compagnons au Tournoi de la Chanson (1986)
- 47. Les Six Compagnons et la fiancée de Kafi (1988)

Escritos por Maurice Périsset
- 48. Les Six Compagnons à l'affût (1988)
- 49. Les Six Compagnons et les caïmans roses (1984)

Escritos por Manuel Alexandre Pintado
- 50. Vida Real de los Amigos (2009)